# Jean Gosselin (acteur)
Pour les articles homonymes, voir Jean Gosselin et Gosselin.
Jean Gosselin est un acteur français né le 27 février 1919 à Marseille (3e) et mort le 16 novembre 2000 à Paris (15e arr.).

## Biographie

### Jeunesse et études
Jean Gosselin ― César Aimé Marius Gosselain pour l'état civil ― naît le 27 février 1919, 6 rue Raymondino dans le 3e arrondissement de Marseille, d'Adrien Jean Gosselain et Isabelle Puppo,, « raffineuse ».

### Mort

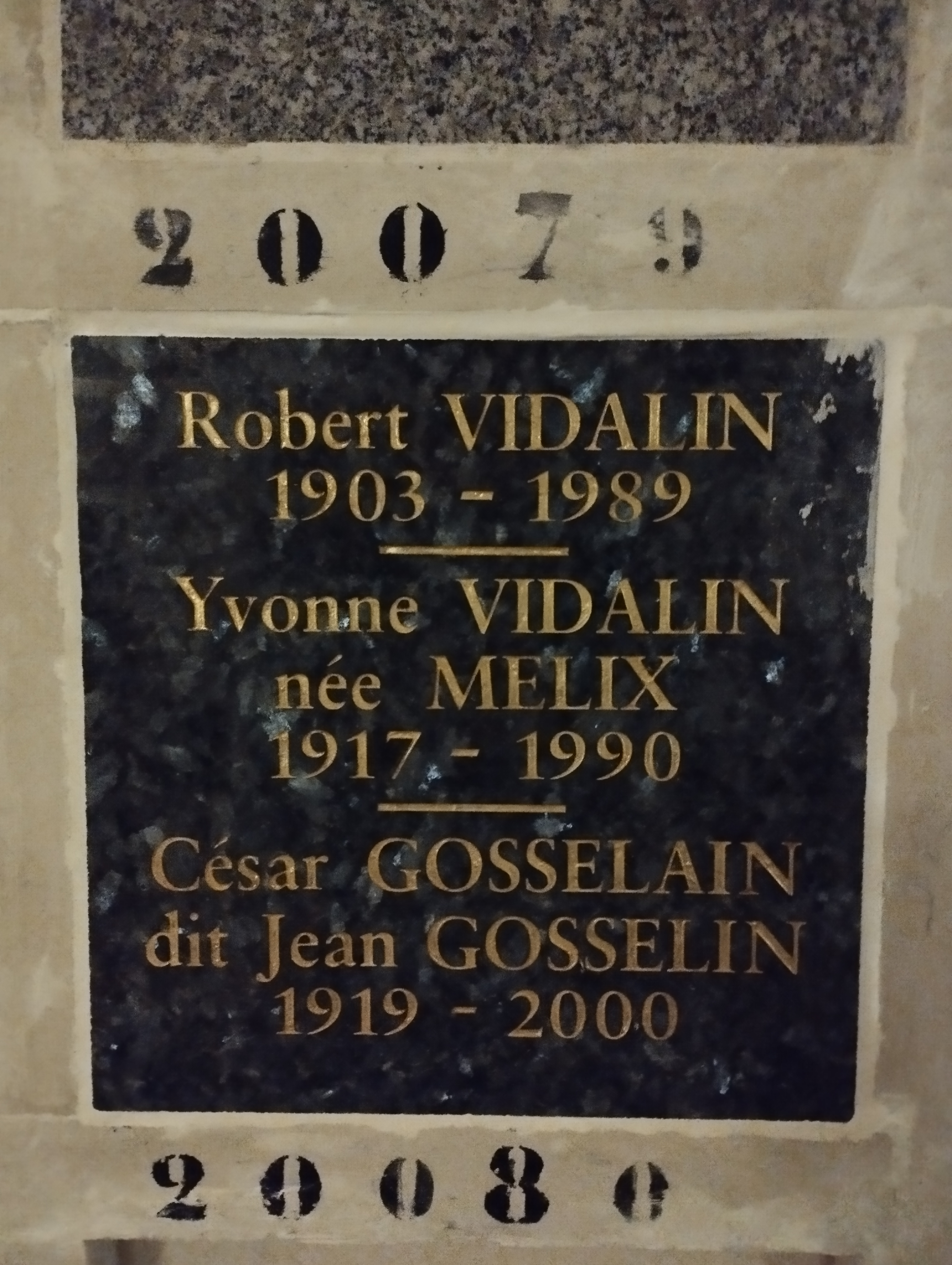
Plaque funéraire de Jean Gosselin au columbarium du Père-Lachaise (case n° 20 079).

Jean Gosselin meurt le 16 novembre 2000 à Paris (15e arr.). Il est incinéré et ses cendres reposent au columbarium du Père-Lachaise, dans la même case que l'acteur Robert Vidalin (1903-1989).

### Vie privée
Jean Gosselin épouse le 10 décembre 1942 à Bois-Colombes (Seine) Renée Yvonne Janine Mélix (1917-1990). Le couple divorce le 4 décembre 1959,.
Jean Gosselin se remarie avec  l'actrice Madeleine Ganne puis avec Yvonne Guirar. De son côté, Renée Mélix épouse Robert Vidalin le 26 mars 1977 à la mairie du 8e arrondissement de Paris.

## Théâtre
- 1943 : Sodome et Gomorrhe de Jean Giraudoux mise en scène Georges Douking, théâtre Hébertot : Pierre
- 1949 : Le Miracle de l'homme pauvre d'après Marian Hemar, mise en scène André Clavé, Centre dramatique de l'Est / théâtre municipal de Mulhouse puis théâtre Montparnasse
- 1950 : Les Vivacités du capitaine Tic d’Eugène Labiche mise en scène Robert Porte, Centre dramatique de l'Est : Horace Tic
- 1950 : Il est minuit, docteur Schweitzer de Gilbert Cesbron, mise en scène François Darbon, Centre dramatique de l'Est puis théâtre de l'Athénée : Lieuvin
- 1950 : Macbeth de William Shakespeare, mise en scène André Clavé, théâtre de la Chaux-de-Fonds puis Centre dramatique de l'Est
- 1950 : Un cas de conscience de R. J. Chauffard, mise en scène André Clavé, Centre dramatique de l'Est : Claude
- 1951 : La Double Inconstance de Marivaux, mise en scène Jacques Charon, Centre dramatique de l'Est : le Prince
- 1951 : Les Centaures de Max Campserveux, mise en scène André Clavé
- 1952 : La Jacquerie de Prosper Mérimée, mise en scène Clément Harari, théâtre Charles-de-Rochefort : le Loup-garou
- 1974 : Et maintenant... à la tour de Nesle d'après Alexandre Dumas, mise en scène Raymond Paquet, Le Capitole (Bordeaux) : Marigny ou Louis X
- 1977 : Le Petit Prince d’Antoine de Saint-Exupéry, mise en scène Micheline Bourgoin, compagnie Jean Gosselin (tournée)
- 1987 : La Chanson de la croisade contre les Albigeois, mise en scène Guy Vassal, Grand Théâtre de la Cité de Carcassonne : Pierre Roger de Cabaret
- 1988 : L'Avare de Molière, mise en scène Yves Gourmelon, théâtre au Présent (Montpellier)
- 1992 : Le Misanthrope de Molière, mise en scène Francis Huster, théâtre Marigny : le garde

Source : Les Archives du spectacle

## Filmographie

### Cinéma
- 1945 : Les Enfants du paradis de Marcel Carné
- 1946 : Martin Roumagnac de Georges Lacombe
- 1946 : L'assassin était trop familier, court métrage  de Raymond Leboursier
- 1947 : Les jeux sont faits de Jean Delannoy
- 1948 : Colomba d’Émile Couzinet
- 1949 : Hans le marin de François Villiers
- 1949 : L'Inconnue n°13 de Jean-Paul Paulin : Michel Oriane
- 1950 : Le Crime des justes de Jean Gehret : le fils Carrière
- 1950 : Voyage à trois de Jean-Paul Paulin
- 1952 : Procès au Vatican d'André Haguet
- 1953 : La Loterie du bonheur de Jean Gehret
- 1958 : Le désir mène les hommes de Mick Roussel
- 1982 : Queen Lear de Mokhtar Chorfi : le grand-père
- 1986 : Paulette, la pauvre petite milliardaire de Claude Confortès
- 1986 : On a volé Charlie Spencer de Francis Huster : le mari de la mère

### Télévision

#### Téléfilms
- 1982 : Le Rêve d'Icare de Jean Kerchbron : le deuxième guide
- 1985 : Donatien-François, marquis de Sade de Patrick Antoine : le duc d'Aiguillon

#### Séries télévisées
- 1980 : Les Mystères de Paris, épisode La Princesse Amélie d'André Michel
- 1981 : Médecins de nuit, épisode La Décapotable de Jean-Pierre Moscardo : le vieux gitan
- 1987 : Les Enquêtes du commissaire Maigret, épisode Les Caves du Majestic de Maurice Frydland : Atoum